# Kate Atkinson Boehme
Kate Atkinson Boehme è stata una scrittrice ed esponente del New Thought statunitense.

## Biografia
I suoi articoli apparivano spesso sulla rivista Nautilus pubblicata da Elizabeth Towne. Nel 1918 entrò a far parte del Radiant Center of Philosophy di Atlantic City, New Jersey. Nello stesso anno venne pubblicato il suo libro più noto, New Thought Healing Made Plain. Alcune delle sue opere sono ancora oggi in catalogo negli Stati Uniti dopo oltre cento anni dalla prima pubblicazione, e alcuni titoli sono stati addirittura tradotti in lingua spagnola.
La Atkinson Boehme, come la sua editrice Elizabeth Towne, aveva un approccio alle idee del New Thought di tipo più filosofico che religioso e la sua attenzione si concentrò soprattutto sul raggiungimento del benessere fisico personale attraverso il potere del pensiero. I suoi libri contengono sempre, quale più quale meno, esperienze personali di guarigione ottenute tramite l'applicazione dei principi del New Thought.